# 무악전기
《무악전기》(중국어 간체자: 舞乐传奇, 정체자: 舞樂傳奇, 병음: Wǔ lè chuán qí 우러촨치[*], 영어: The Legend of Dancing Prince 더 레전드 오브 댄싱 프린스[*])는 중국의 텔레비전 드라마다.

## 등장 인물
- 위룽광 : 하운선(夏雲仙) 역
- 린겅신 : 서난타(舒難陀) 역
- 추자현 : 야사나(夜莎羅) 역